# Drepanogynis arcuifera
Drepanogynis arcuifera är en fjärilsart som beskrevs av Louis Beethoven Prout 1934. Drepanogynis arcuifera ingår i släktet Drepanogynis och familjen mätare. Inga underarter finns listade i Catalogue of Life.